# 雏菊 (广告)
《雛菊》（英語：Daisy），又名《雛菊女孩》（英語：Daisy Girl）、《和平，小女孩》（英語：Peace, Little Girl），是1964年民主黨候選人林登·约翰逊競逐美国总统時其團隊製作的政治廣告。雖然這則廣告只在當年9月7日播出一次，但它被認為是詹森以壓倒性優勢擊敗共和黨候選人貝利·高華德的重要因素，亦是政治和廣告史上的重要轉折點。《雛菊》由恆美廣告公司和音效設計師托尼·施瓦茨聯手製作，旨在傳達詹森反戰反核的立場。詹森的對手高華德反對《部分禁止核試驗條約》，又建議必要時在越南战争中使用核武器，於是詹森團隊利用高華德的演講和極端的政治立場來暗示他願意發動核戰爭。
廣告從3歲小女孩莫尼克·科齊留斯開始，她站在草地一邊摘下雛菊的花瓣，一邊緩慢地從1數到9。在她數到9之後便停頓了一下，然後一把洪亮的男聲從10開始倒數，方式類似於導彈發射倒計時的開始。隨着倒計時的繼續，鏡頭不斷聚焦直至女孩的瞳孔充滿整個屏幕，然後畫面出現配以明亮閃光和雷鳴般聲音的核爆炸片段。此時畫面響起詹森的聲音：「這就是賭注！為了創造一個讓上帝的所有孩子都能生活的世界，或者走向黑暗，我們要麼彼此相愛，要麼死亡。」
雖然廣告在首次播出後便被撤下，但它隨後卻出現在晚間新聞和訪談節目內，更被新聞廣播機構不斷重播和分析。詹森的競選團隊因試圖透過暗示高華德將發動核戰爭來恐嚇選民而受到廣泛批評。之後，詹森團隊以類似方式投放更多廣告。結果，詹森在1964年美国总统选举中以壓倒性優勢勝出，穩坐總統寶座。雖然在廣告開始播放時，高華德的勝算已經微乎其微，但仍有不少人認為《雛菊》是詹森獲勝的重要因素。此後，不少政治運動亦有採用或引用這則廣告。

## 背景

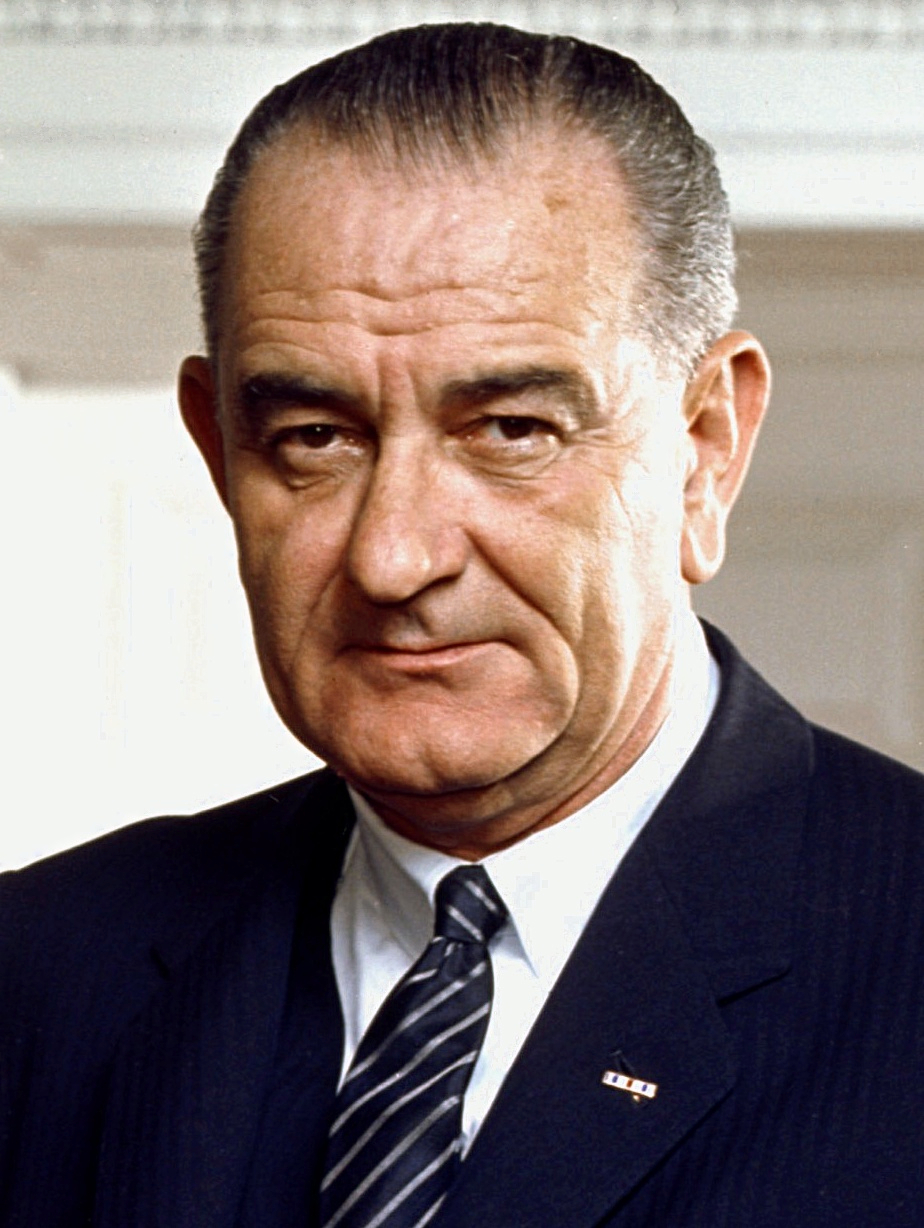
林登·约翰逊，攝於1963年

1963年11月22日，在總統約翰·F·甘迺迪遇刺身亡後，副總統林登·约翰逊隨即宣誓就職，成為美國第36任總統。許多人認為詹森是位無情的政治家，能夠有效地令法案通過。在擔任參議院多數黨領袖期間，他更被人稱為「參議院之主」。他經常使用各種語言藝術在參議院拉票，當中包括著名的「詹森療法」。1964年7月，他成功敦促國會通過民權法案。
在1964年美国总统选举中，詹森的對手是共和黨參議員貝利·高華德。古巴导弹危机過後，核战争便成為這場選舉的核心議題。1963年初在美國東北部9個城鎮進行的民意調查顯示，90%受訪者認為核戰爭是種可能性，另有38%認為有可能發生，只有10%認為此事永遠不會發生。在同年進行的另一項民意調查亦顯示，89%受訪者認為他們將處於「極大危險」或「某種危險」，無法在全面核戰爭中倖存下來。同年，高華德在批准《部分禁止核試驗條約》一事上投反對票，最終條約在參議院以80票贊成、14票反對通過。高華德在競選時持右翼方針，主張削減社會福利項目，以及推行積極的軍事政策。有別於詹森的政策，高華德建議必要時在越南战争中使用核武器。詹森團隊利用高華德的演講和他極端的政治立場來暗示他願意發動核戰爭，將他描繪成危險的極端分子，甚至嘲笑他的競選口號「在你心中，你知道他是對的」並改成「在你的內心，你知道他是瘋子」。
1963年8月的一項民意調查顯示，詹森在任期間的成就可能只會讓他在競選中獲得有限的支持。高華德投放了一則攻擊性廣告，其中一群兒童背誦效忠誓詞，直到他們的聲音被當時的蘇聯領導人尼基塔·赫鲁晓夫淹沒，他宣稱「我們要埋葬你們！你們的孩子將會成為共產主義者！」詹森團隊在競選中使用了幾種修辭手法，強調高華德的極端主義以及將總統權力託付給他的危險。詹森的特別助理傑克·瓦倫蒂表示：「我們的主要優勢不在於支持詹森的人，而在於反對高華德的票數。」

## 創作
在1964年以前，競選廣告幾乎都是正面，很少會提及對手或其政策。6月中旬，進步倡導組織「美國民主行動」主席約翰·P·羅奇（John P. Roche）致函詹森的新聞秘書比尔·莫耶斯，稱詹森處於「絕佳的戰略位置」，又認為他們可以對高華德發動「野蠻的攻擊」。羅奇建議設計一個廣告牌，上面寫著「64歲的高華德（Goldwater）——65歲的熱華德（Hotwater）？」，並以蘑菇雲作背景。詹森同意將大量財政資源用於電子媒體活動：300萬美元用於當地電台廣告，另外170萬美元用於編排電視廣告。7月10日的民意調查顯示，詹森的支持度為77%，大幅領先只得18%的高華德。但是到了7月底，詹森的支持度下跌至62%。
恆美廣告公司與受僱於該項目的音效設計師兼媒體顧問托尼·施瓦茨聯手製作了廣告《雛菊》。恆美廣告團隊由藝術總監席德·邁爾（Sid Myers）、製作人艾倫·埃爾利希（Aaron Ehrlich）、高級文案史丹利·R·李、初級文案基恩·卡塞組成。廣告目的是傳播詹森反戰反核的立場。施瓦茨將這個概念歸功於他之前為联合国製作的公共服務廣播。恆美廣告負責選角和拍攝，施瓦茨則負責音頻整合。雖然恆美和施瓦茨都聲稱廣告的視覺元素是自己的功勞，但真正創作者尚不清楚。

## 概要
廣告從3歲小女孩莫尼克·科齊留斯開始，她站在紐約市高橋公園的草地上，並在鳥鳴聲的伴隨下摘下雛菊的花瓣，緩慢地從1數到9。拍攝期間她數錯了幾次，不是順序顛倒就是重複，但導演認為此事可能對選民更具吸引力。在她數到「9」之後，女孩停頓了一下，似乎在努力記住下一個數字。突然，一把洪亮的男聲從「10」開始倒數，方式類似於導彈發射倒計時的開始。女孩好像聽到倒計時的聲音，並抬頭望向屏幕外的某處，此刻畫面定格。
隨著倒計時的繼續，鏡頭不斷聚焦直至女孩的瞳孔充滿整個屏幕，畫面隨即變暗。倒計時到零時，黑暗畫面被一段配以明亮閃光和雷鳴般聲音的核爆炸片段所取代。播出翻滾上升的火球後，畫面切向蘑菇雲，最後是核爆炸中白熾蘑菇雲的特写鏡頭。詹森的旁白貫穿數段影片，他強調：「這就是賭注！為了創造一個讓上帝的所有孩子都能生活的世界，或者走向黑暗，我們要麼彼此相愛，要麼死亡。」旁白結束後，爆炸鏡頭被黑色屏幕上的白字取代，句子以全部大写書寫，寫著「11月3日投票給詹森總統」。另一旁白朗讀屏幕上的文字，再補充道：「這賭注高到讓你不能靜坐家中。」

## 播出、回響、爭議
「我所有的僅是一個聲音

要去破解褶皺的謊言，

凡夫俗子的顱腦裏

那羅曼蒂克的謊言

以及摩天大樓裏

那些當權者謊言：

所謂的國家實體並不存在

也沒有誰可以獨自苟活；

饑餓讓人無從選擇，

無論是平民還是警察；

我們必須相愛要麼就死亡。」

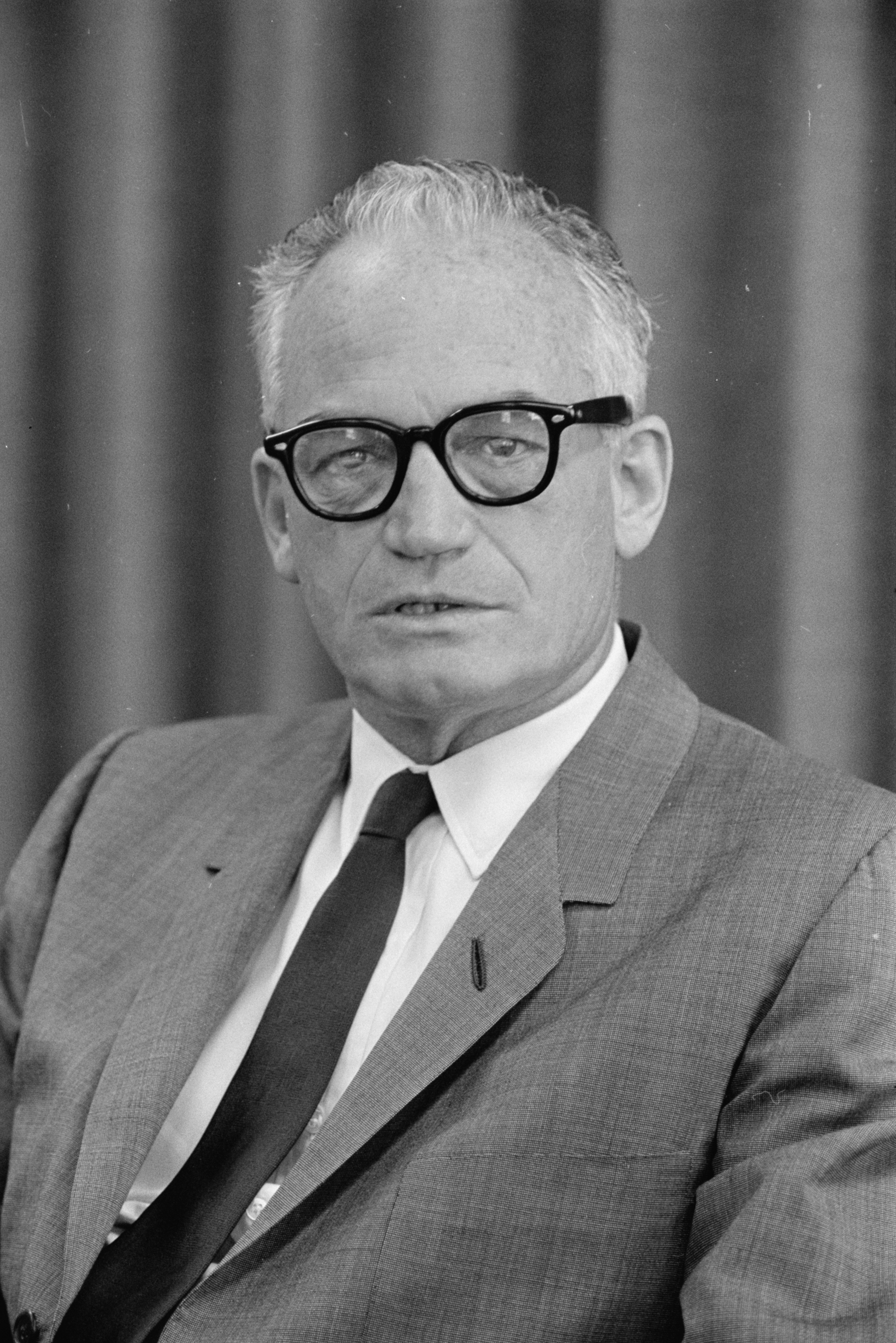
貝利·高華德，攝於1962年

恆美廣告決定在勞動節播出這則廣告，屆時詹森應該展開了正式的秋季競選活動。作為商業廣告，《雛菊》僅在1964年9月7日「NBC週一電影」時段播放《霸王奪姬》時，在廣告時段播出過一次。由於這部電影根據聖經故事改編，廣告團隊認為它是部家庭電影，加上他們覺得這些觀眾將會是詹森競選團隊的潛在目標，因此決定在間隔時段投放廣告。北美东部时区晚上9時50分，廣告正式播出，相信大多數年幼的孩童都會在此時睡著，無須照顧他們的父母則會看電影。這則廣告其中一個目的是希望這些父母能夠想像他們的孩子扮演科齊留斯的角色。與以往流行的政治廣告以及高華德的廣告不同，《雛菊》完全依賴引人注目的畫面和視覺上的突然變化，沒有配樂則增強了現實感。作家莫琳·科里根注意到詹森的台詞「我們要麼彼此相愛，要麼死亡」與詩人威斯坦·休·奥登的詩作《1939年9月1日》第88行互相呼應：「我們必須相愛要麼就死亡。」詩中亦出現了「孩子」和「黑暗」這兩個詞語。
根據新聞秘書莫耶斯的說法，白宮總機響起了抗議該則廣告的電話。詹森更打電話問他：「天哪，這世界到底發生了什麼事？」雖然最初詹森對抗議活動感到驚訝，但後來他對廣告非常滿意，甚至希望再次播放，但莫耶斯認為這是個糟糕的主意，並成功說服對方放棄這個想法。莫耶斯後來指這則廣告「播放一次後便達到目的。重複播放是毫無意義。」
最初，廣告被稱為《和平，小女孩》（Peace, Little Girl）。雖然其中未有提及高華德，但仍然引起不少共和黨政客及支持者的反彈。同日，詹森在底特律的競選集會上演講時道：「不要搞錯了，根本不存在什麼『常規核武器』……現在[使用一個]屬於最高級別的政治決定。它將使我們走上一條不確定的打擊和反擊之路，其結果無人知曉。」
這則廣告隨後出現在晚間新聞和訪談節目內，並被新聞廣播機構頻繁重播和分析。瓦倫蒂表示廣告只播放一次是經過深思熟慮的舉措。民主黨全國委員會成員萊德·韋特（Lloyd Wright）後來指「我們都意識到這會引起很大的回響」，並在隨後的一次採訪中補充說詹森的競選策略是建基於將高華德定義為「過於衝動，且不信任國家的防禦系統」。《時代》雜誌在9月25日一期將科齊留斯定為封面人物。詹森的競選活動因試圖透過暗示高華德將發動核戰爭來恐嚇選民而受到廣泛批評。9月16日，來自肯塔基州的共和黨參議員多來·B·莫頓向參議院表明民主黨全國委員會在電視上發布「引發恐慌的謊言」，又指該廣告旨在「透過嚇唬兒童來向他們的父母施壓」，而詹森總統必須為此事負責。在廣告播出後幾日，它就被稱為最受歡迎和最具爭議的電視廣告之一。就「高華德在心理上是否適合擔任美國總統」一事上，《事實》雜誌訪問了美國精神醫學學會約1.2萬名成員，並收回1800份回覆，其中大部分受訪者聲稱高華德是「危險的瘋子」和「精神分裂症患者」。這個結果觸動了高華德的神經；他入稟法院控告雜誌主編拉爾夫·金斯伯格誹謗，最終勝訴，並獲得7.5萬美元的懲罰性賠償。受此事影響，美國精神醫學學會實施了「戈德华特守则」，指明除非精神科醫生親自為公眾人物診斷且獲得授權發表相關言論，否則他們披露自身對公眾人物心理健康的看法即屬違反職業道德。
廣告播出後三週，高華德宣稱：「美國家庭都被嚇壞了，美國人的智慧都被奇怪的電視廣告所侮辱。本屆政府通過這些廣告揚言世界末日逼近，除非將全智的林登送上總統寶座。」在隨後的演講中，高華德為自己的主張辯護，並堅稱他希望「通過戰備實現和平」。9月下旬，他說服前總統德怀特·艾森豪威尔接受採訪。片中，高華德問及艾森豪威爾：「我們的對手稱我們為戰爭販子，對此您有何看法？」艾森豪威爾則稱詹森的指控「真是荒唐[胡說八道]」。雖然廣告的確切收視率未知，但《雛菊花瓣和蘑菇雲》的作者羅伯特·曼（Robert Mann）估計大約有1億人看過。曼稱：「雛菊女孩廣告的精彩之處在於他們從未提及貝利·高華德，從未展示他的形象，因為他們不需要這樣做。觀眾已經十分了解高華德在核戰爭和核武器方面的魯莽立場和言論……他們試圖利用選民已經知道的東西。」
數日後，詹森的競選團隊發布了新一則廣告，俗稱「冰淇淋廣告」。廣告以一名年輕女童吃冰淇淋開始，而女性旁白則警告食物中存在源於原子彈爆炸的放射性同位素，例如鍶-90和銫-137。旁白提到《部分禁止核試驗條約》以及高華德反對該條約的立場，並表示一旦他當選，「他們可能會重新開始試驗[原子彈]」。詹森團隊以類似方式投放了更多廣告，包括《一名共和黨人的自白》（Confessions of a Republican）和《東海岸》（Eastern Seaboard）：前者找來自稱是共和黨選民的人來反對高華德，聲稱他獲奉行种族主义的三K党站台讓人感到害怕，藉此抹黑他是個極右翼狂熱分子；後者則攻擊高華德曾經的發言「有時我認為如果我們把東海岸鋸下來讓它飄向海中，這個國家會變得更好」，暗指他不打算服務全國人民。選前民意調查顯示詹森以61%支持率領先高華德的39%。結果，詹森獲得486張選舉人票，以壓倒性優勢贏得選舉，高華德則獲得52張選舉人票。民選得票方面，詹森取得逾4300萬票，高華德則取得約2700萬票，雙方差距接近1595萬票，詹森亦成為美國史上民選得票最多的獲提名人之一。雖然當廣告開始播放時，高華德的勝算已經微乎其微，但仍有不少人認為《雛菊》是詹森獲勝的重要因素。曼則認為：「事實上，如果《雛菊》沒有出現，《東海岸》將會被當代人認為是最有效的攻擊性競選廣告。」

## 政治用途和餘波
自首次播放以來，《雛菊》已經在多個政治運動中被使用或引用，是政治和廣告史上的重要轉折點。在1984年美国总统选举中，民主黨候選人沃尔特·蒙代尔的團隊製作了一則有關共產主義者在太空秘密部署核武器的廣告；數家報紙將它與《雛菊》相提並論，因兩者均以核武器為主題。而在1996年美国总统选举中，共和黨候選人鲍勃·多尔在他的廣告《威脅》中使用了《雛菊》的片段，其中旁白強調：「三十年前，對她（「雛菊」女孩）來說最大的威脅是核戰爭。而在今天，毒品成了威脅。」在2007年澳洲聯邦大選中，澳大利亚绿党將《雛菊》改頭換面，重新製作成一則與氣候變化有關的競選廣告。2010年，政治組織美國價值網絡亦重新製作《雛菊》，以鼓勵選民要求他們所屬州分的參議員批准新削减战略武器条约。曼總結道：「恆美廣告將它應用於汽車、肥皂和其他產品廣告的相同方法帶入政治。通過這種方式，『雛菊』女孩將政治廣告引領至現代。」
廣告播出後，科齊留斯便被報導稱為「雛菊」女孩，但她直到2000年代在互聯網搜索時才看到這則廣告。另一位童星比吉特·奧爾森（Birgitte Olsen）曾謊稱她就是廣告中的女孩。2016年，民主黨候選人希拉莉·克林頓競選美國總統期間曾邀請科齊留斯拍攝《雛菊》續集，指責對手、共和黨候選人唐納·川普沒有能力管控核武器。在廣告中，科齊留斯說道：「我們小時候曾經恐懼核戰爭的到來，但我從沒想過我們的孩子會再次面對這種情況。在這次選舉中看到這種情況真的很可怕。」
在廣告首播將近25年後，當莫耶斯被問及他是否認可《雛菊》廣告時，他回答道：
是的，同時我亦很遺憾我們處於未來的第一波浪潮中。這則廣告的目的在於提醒選民詹森的慎重，而非要他們認為貝利·高華德是個好戰分子，但很多人就是這樣理解它。如果我沒記錯的話，我們從未在任何政治場合觸及越南問題。詹森在那次競選中被描繪成和平締造者，但他卻讓國家陷入了漫長且血腥的越南戰爭，這點一直困擾著我。

## 另見
- 訴諸恐懼
- 政治宣传技巧
- 攻擊性廣告（英语：Attack ad）
- 想想孩子吧

## 備註與腳注
備註
1. ↑  高華德曾稱：「一念之間，你可以按下一個按鈕並在日落前消滅3億人。」[12]
2. ↑  按照美國消費者物價指數（英语：United States Consumer Price Index）來計算，1964年的300萬美元相當於2023年約2,947萬美元[23]。
3. ↑  按照美國消費者物價指數來計算，1964年的170萬美元相當於2023年約1,670萬美元[23]。
4. ↑  按照美國消費者物價指數來計算，1968年的7.5萬美元相當於2023年約65.7萬美元[23]。

腳注
1. ↑  Wicker, Tom. . The New York Times. 1963-11-23  [2023-05-25]. （原始内容存档于2023-03-30） （英语）.
2. ↑  Kearns 1976，第393頁.
3. ↑  . United States Senate.   [2023-05-25]. （原始内容存档于2023-03-14） （英语）.
4. ↑  Wicker, Tom. . The New York Times. 2002-05-09  [2023-05-25]. （原始内容存档于2023-03-30） （英语）.
5. ↑  . United States Senate.   [2023-05-25]. （原始内容存档于2023-03-30） （英语）.
6. ↑  Lerner 1995，第751頁.
7. 1 2  Rothman, Lily. . Time. 1964-09-07  [2023-05-25]. （原始内容存档于2023-03-30） （英语）.
8. 1 2  Mann 2011，第12-13頁.
9. ↑  . Alton Evening Telegraph. 1964-07-22: 12  [2023-05-28]. （原始内容存档于2023-05-26） –Newspapers.com （英语）.
10. ↑  Kimball, Daryl; Taheran, Shervin. . Arms Control Association. 2015-09-22  [2023-05-26]. （原始内容存档于2023-03-30） （英语）.
11. 1 2  Donaldson 2003，第246頁.
12. ↑  . Kennesaw State University.   [2023-05-26]. （原始内容存档于2012-02-02） （英语）.
13. 1 2  Dallek 2004，第184頁.
14. ↑  . The Journal Times. 1998-05-30: 3  [2023-05-28]. （原始内容存档于2023-05-26） –Newspapers.com （英语）.
15. ↑  Dallek 2004，第182頁.
16. ↑  Twitchell 2000，第159頁.
17. ↑  Katz, Jessy. . The Baltimore Sun. 1995-09-28  [2023-05-26]. （原始内容存档于2023-03-30） （英语）.
18. ↑  Bump 2014，第1頁.
19. ↑  Dallek 2004，第183頁.
20. ↑  Donaldson 2003，第247頁.
21. 1 2  Roche, John P.  (PDF). Conelrad.com. 1964-06-12  [2023-05-26]. （原始内容存档 (PDF)于2023-03-30） （英语）.
22. 1 2  Mann 2011，第48-50頁.
23. 1 2 3  1634–1699: McCusker, J. J.  (PDF). American Antiquarian Society. 1997. 1700–1799: McCusker, J. J.  (PDF). American Antiquarian Society. 1992. 1800–present: Federal Reserve Bank of Minneapolis. .   [2024-02-29].
24. ↑  Dallek 2004，第185頁.
25. 1 2  Mann 2011，第47頁.
26. ↑  Mashon, Mike. . Library of Congress. 2016-09-07  [2023-05-26]. （原始内容存档于2023-03-30） （英语）.
27. 1 2  Fox, Margalit. . The Montreal Gazette. 2008-06-30: 6  [2023-05-28]. （原始内容存档于2023-05-27） –Newspapers.com （英语）.
28. ↑  Bates & Diamond 1992，第123頁.
29. ↑  Weingarten, Elizabeth. . The Atlantic. 2012-02-27  [2023-05-26]. （原始内容存档于2023-03-30） （英语）.
30. ↑  . Conelrad.com.   [2023-05-26]. （原始内容存档于2023-03-30） （英语）.
31. 1 2  . Conelrad.com.   [2023-05-26]. （原始内容存档于2023-04-03） （英语）.
32. ↑  Marshall 1997，第232頁.
33. ↑  Newman 1999，第737-738頁.
34. ↑  Hruby, Patrick. . The Washington Times. 2012-09-24  [2023-05-26]. （原始内容存档于2023-05-10） （英语）.
35. 1 2  Nowicki, Dan. . USA Today. 2014-09-07  [2023-05-26]. （原始内容存档于2023-05-19） （英语）.
36. ↑  Twitchell 2000，第157頁.
37. 1 2 3 4  Daly, Michael. . Newsweek. 2012-03-19  [2023-05-26]. （原始内容存档于2022-10-07） （英语）.
38. 1 2 3  Altschuler 1990，第12頁.
39. ↑  Kiley, Brendan. . The Seattle Times. 2016-07-03  [2023-05-26]. （原始内容存档于2023-03-30） （英语）.
40. 1 2  Hess 1980，第99頁.
41. ↑  Kavanagh 1995，第155頁.
42. 1 2 3 4 5 6  Dallek 2004，第186頁.
43. ↑  Taylor 1992，第483頁.
44. ↑  奧登 2014，第305-306頁.
45. ↑  Mann 2011，第62-63頁.
46. ↑  Jost et al. 2017，第327頁.
47. ↑  Twitchell 2000，第158頁.
48. 1 2 3  Bump 2014，第2頁.
49. ↑  Bump 2014，第3頁.
50. 1 2  Christiansen 2018，第61頁.
51. 1 2  Corrigan, Maureen. . WJCT. 2019-09-25  [2023-05-26]. （原始内容存档于2022-04-04） （英语）.
52. 1 2  Shales, Tom. . The Washington Post. 1983-02-17  [2023-05-26]. （原始内容存档于2017-08-28） （英语）.
53. ↑  . Fort Lauderdale News. 1964-09-11: 12  [2023-05-28]. （原始内容存档于2023-05-30） –Newspapers.com （英语）.
54. ↑  . Texas Archive of the Moving Image. 2014  [2023-05-26]. （原始内容存档于2022-11-30） （英语）.
55. ↑  Babb, Drew. . The Washington Post. 2014-09-05  [2023-05-26]. （原始内容存档于2014-09-07） （英语）.
56. ↑  Mann 2011，第64頁.
57. ↑  Mann 2011，第62頁.
58. ↑  Nowicki, Dan. . The Arizona Republic. 2014-09-06  [2023-05-27]. （原始内容存档于2023-05-27） （英语）.
59. ↑  . The Greenville News. 1964-09-17: 8  [2023-05-28]. （原始内容存档于2023-05-28） –Newspapers.com （英语）.
60. ↑  . Standard-Speaker. 1964-09-17: 1  [2023-05-28]. （原始内容存档于2023-05-27） –Newspapers.com （英语）.
61. 1 2  . The New York Times. 1964-10-25: SM-30  [2023-05-28]. （原始内容存档于2021-08-11） （英语）.
62. ↑  Satel, Sally. . The New York Times. 2004-06-29  [2023-05-27]. （原始内容存档于2013-05-09） （英语）.
63. ↑  Gillespie, Nick. . The New York Times. 2006-07-30  [2023-05-27]. （原始内容存档于2023-03-30） （英语）.
64. ↑  Burks, Edward C. . The New York Times. 1968-05-25: 1  [2023-05-28]. （原始内容存档于2021-03-10） （英语）.
65. ↑  Kroll & Pouncey 2016，第226-235頁.
66. 1 2 3  Mann 2011，第83-85頁.
67. 1 2  Hart, Alexandra; Brown, David. . KUT. 2014-09-11  [2023-05-27]. （原始内容存档于2023-03-30） （英语）.
68. ↑   (YouTube). TheLBJLibrary. 1964  [2023-05-27]. （原始内容存档于2023-04-03） （英语）.
69. ↑  Mann, Robert; Stanton, Zack. . Politico. 2016-05-29  [2023-05-27]. （原始内容存档于2023-03-30） （英语）.
70. 1 2  Donaldson 2003，第248頁.
71. ↑  Freelander, Adam. . Quarz. 2016-03-09  [2023-05-27]. （原始内容存档于2022-12-05） （英语）.
72. ↑  Benoit 2014，第51頁.
73. ↑  Dallek 2004，第187頁.
74. ↑  . The Desert Sun. 1964-11-04  [2023-05-27]. （原始内容存档于2023-03-30） –California Digital Newspaper Collection （英语）.
75. ↑  Guide to U.S. Elections 2009，第790頁.
76. ↑  Mann, Robert. . Smithsonian Magazine. 2016-04-13  [2023-05-27]. （原始内容存档于2023-04-08） （英语）.
77. ↑  Kurtz, David. . Talking Points Memo. 2012-09-19  [2023-05-27]. （原始内容存档于2023-04-09） （英语）.
78. ↑  Robinson, Walter V. . Spokane Daily Chronicle. 1984-11-02: 13  [2023-05-28]. （原始内容存档于2021-10-02） –Newspapers.com （英语）.
79. ↑  . Albuquerque Journal. 1984-10-21: 17  [2023-05-28]. （原始内容存档于2023-05-27） –Newspapers.com （英语）.
80. ↑  Robinson, Walter V. . The Boston Globe. 1984-11-01: 22  [2023-05-28]. （原始内容存档于2023-05-28） –Newspapers.com （英语）.
81. ↑  Twitchell 2000，第160頁.
82. ↑  Seelye, Katharine Q. . The New York Times. 1996-08-27  [2023-05-27]. （原始内容存档于2023-03-30） （英语）.
83. ↑  . Australian Greens. 2007-11-18  [2023-05-27]. （原始内容存档于2022-06-05） （英语）.
84. ↑  . The Santa Fe New Mexican. 2010-11-24: A011  [2023-05-28]. （原始内容存档于2023-05-28） –Newspapers.com （英语）.
85. ↑  Mann 2011，第111頁.
86. ↑  Kiley, David. . Bloomberg. 2008-06-18  [2023-05-27]. （原始内容存档于2021-08-11） （英语）.
87. 1 2  Merica, Dan. . CNN. 2016-10-31  [2023-05-27]. （原始内容存档于2023-03-30） （英语）.
88. ↑  Merica, Dan. . The Arizona Republic. 2016-10-31  [2023-05-27]. （原始内容存档于2023-05-27） （英语）.
89. ↑  Hall, Jane. . Los Angeles Times. 1989-11-12  [2023-05-27]. （原始内容存档于2023-03-30） （英语）.

## 延伸閱讀
- Lariscy, Ruth Ann Weaver; Tinkham, Spencer F. . Journal of Advertising. 1999, 28 (4): 13–30. JSTOR 4189122. doi:10.1080/00913367.1999.10673593 （英语）.

## 外部連結
- Transcript of "Peace, Little Girl" – 1964 Democratic Campaign Spot （页面存档备份，存于）（經由林登·约翰逊总统图书馆暨博物馆發布）
- The 1964 Daisy Girl Advertisement （页面存档备份，存于）—（C-SPAN）